# 谷拉乡
谷拉乡，是中华人民共和国云南省文山壮族苗族自治州富宁县下辖的一个乡镇级行政单位。

## 行政区划
谷拉乡下辖以下地区：
龙色村、峨村、马贯村、新村、谷桃村、多贡村、龙灯村、那龙村、平蒙村、立达村和能地村。